# Mentha villosa
Mentha villosa là một loài thực vật có hoa trong họ Hoa môi. Loài này được Huds. mô tả khoa học đầu tiên năm 1778.